# 克拉克街車站
克拉克街車站（英語：Clark Street station）是美國紐約地鐵IRT百老匯-第七大道線一個地鐵站，位於布魯克林布魯克林高地克拉克街及亨利街，設有2號線（僅平日和平日週末停站）與3號線（僅平日停站）列車服務。週末期間此站關閉。

## 車站結構
| G        | 街道               | 出入口、閘機、車站詢問處 升降機位於聖喬治酒店的站舍內。註：月台層不可無障礙通行 |
| M        | 夾層               | 下層設有升降機、通道、樓梯前往月台                                              |
| P 月台層 | 北行               | 往威克菲爾德-241街（華爾街） · 除深夜外往哈萊姆-148街（華爾街）                 |
| P 月台層 | 島式月台，左側開門 |                                                                                 |
| P 月台層 | 南行               | 往夫拉特布殊大道-布魯克林學院（區公所） · 除深夜時往新地段大道（區公所）        |

克拉克街是一個百老匯-第七大道線的車站，位於布魯克林區最西端，設有一個島式月台和兩條軌道。由於興建此線時使用隧道鑽挖機，車站的牆壁是弧型的。

## 延伸閱讀
- Lee Stokey. Subway Ceramics : A History and Iconography. 1994. ISBN 978-0-9635486-1-0

## 外部連結
- nycsubway.org—Brooklyn IRT: Clark Street
- Station Reporter — 2 Train
- Station Reporter — 3 Train
- The Subway Nut — Clark Street-Brooklyn Heights Pictures （页面存档备份，存于）
- MTA's Arts For Transit — Clark Street (IRT Broadway – Seventh Avenue Line)
- Clark Street entrance from Google Maps Street View （页面存档备份，存于）
- Henry Street entrance from Google Maps Street View （页面存档备份，存于）
- Platform from Google Maps Street View